# Jule Styne
Jule Styne, ursprungligen Julius Kerwin Stein, född 31 december 1905 i London, död den 20 september 1994 i New York, var en amerikansk kompositör.
Styne samarbetade ofta med manusförfattarna Betty Comden och Adolph Green. Tillsammans skapade de en rad framgångsrika musikaler.

## Filmmusik i urval
- 1955 – Min syster Eileen
- 1955 – How To Be Very, Very Popular
- 1960 – Bells Are Ringing
- 1964 – Drömbrud för sex
- 1968 – Funny Girl
- 1976 – Thieves
- 1993 – Gypsy

## Sånger i urval
- Don't Rain on My Parade
- Diamonds Are a Girl's Best Friend
- Everything's Coming Up Roses
- Every Street's a Boulevard in Old New York
- Guess I'll Hang My Tears Out to Dry
- How Do You Speak to an Angel
- I Fall In Love Too Easily
- I Still Get Jealous
- I've Heard That Song Before
- Just in Time
- Let Me Entertain You
- Let It Snow! Let It Snow! Let It Snow!
- Long Before I Knew You
- Make Someone Happy
- Neverland
- Papa, Wont You Dance with Me?
- The Party's Over
- People
- Saturday Night (Is the Loneliest Night of the Week)
- Sunday
- Time after Time